# Aeroportul King Island
Aeroportul King Island (IATA: KNS, ICAO: YKII) este un aeroport din Tasmania, Australia ce deservește zona King Island⁠(d). Aeroportul a fost tranzitat în 2022 de 47.694 de pasageri. A fost numit după zona deservită.
Situat la o altitudine de 37 m, aeroportul dispune de o singură pistă. Este operat de King Island Council⁠(d).